# Sant Salvador de Guardiola
Sant Salvador de Guardiola (em catalão e oficialmente), San Salvador de Guardiola (em castelhano), ou simplesmente Guardiola, é um município da Espanha na comarca de Bages, província de Barcelona, comunidade autónoma da Catalunha. Tem 37 km² de área e em 2021 tinha 3 243 habitantes (densidade: 87,6 hab./km²).

## Demografia
| Variação demográfica do município entre 1991 e 2004[carece de fontes?] | Variação demográfica do município entre 1991 e 2004[carece de fontes?] | Variação demográfica do município entre 1991 e 2004[carece de fontes?] | Variação demográfica do município entre 1991 e 2004[carece de fontes?] |
| ---------------------------------------------------------------------- | ---------------------------------------------------------------------- | ---------------------------------------------------------------------- | ---------------------------------------------------------------------- |
| 1991                                                                   | 1996                                                                   | 2001                                                                   | 2004                                                                   |
| 1221                                                                   | 1651                                                                   | 2156                                                                   | 2622                                                                   |